# Transgene Sojabohne
Als Transgene Sojabohne bezeichnet man mit Verfahren der Grünen Gentechnik veränderte Sojapflanzen. Wie bei anderen gentechnisch veränderten Pflanzen werden artfremde Gene in die Sojabohnen eingeschleust und damit Eigenschaften erreicht, die durch herkömmliche Pflanzenzucht nicht oder nur sehr langfristig erzielt werden könnten.

## Merkmale
Anfang 2018 waren 37 verschiedene Transformationsereignisse (events) in Sojabohnen für den kommerziellen Anbau zugelassen, wobei Herbizidresistenz und Insektenresistenz im Vordergrund stehen.

### Herbizidresistenz
Hauptartikel:  Herbizidtolerante Sojabohne
Herbizidtoleranz von Sojabohnen ist eine beliebte Eigenschaft, da die Unkrautbekämpfung auf leichte Weise möglich ist. Als Herbizide werden vor allem Glyphosat, Glufosinat, Dicamba, Sulfonylharnstoff und Dichlorphenoxyessigsäure (2,4-D) eingesetzt.
Da recht häufig Herbizidresistente Unkräuter auftauchen, werden genveränderte Sojabohnen eingesetzt, die mehrere unterschiedliche Resistenzgene enthalten. Bei Enlist™ sind Resistenzen gegen Glufosinat und 2,4-D kombiniert (stacked), während  Genuity® Roundup Ready™ 2 Xtend™ gegen Glyphosat und Dicamba resistent ist.

### Insektenresistenz
Weltweit entstehen durch verschiedene Schmetterlingsraupen Fraßschäden an Sojabohnen, so dass eine Bekämpfung unumgänglich ist.
Um Resistenzen gegen Insekten zu vermitteln wurden verschiedene Bt-Toxine in Sojabohnen eingebracht. In Brasilien entstehen vor allem durch die Eulenfalterart Heliothis virescens große Fraßschäden. Um diese Schäden einzudämmen, hat sich seit 2014 die Sojasorte  Intacta™ Roundup Ready™ 2 Pro, in der das Bt-Toxin Cry1Ac mit der Glyphosatresistenz  kombiniert ist, bewährt.

### Trocken- und Salztoleranz
Im Jahr 2015 wurde in Argentinien eine transgene trockentolerante Sojabohne (Verdeca HB4) zum Anbau zugelassen. Die Trockentoleranz resultiert aus der Übertragung eines Regulatorgens aus der Sonnenblume.
Durch Genome Editing wurde eine salz- und trockentolerante Sojabohne hergestellt, in der  zwei Gene (Drb2a und Drb2b) mit der  CRISPR/Cas-Methode inaktiviert wurden. Da diese Sojabohne keine Fremd-DNA enthält, wurde vom Landwirtschaftsministerium der Vereinigten Staaten ein Anbau ohne weitere Prüfung für die USA zugelassen. Es ist zurzeit unklar, ob diese Genome-editierte Sojabohne die erwarteten Eigenschaften in Freilandversuchen erfüllt.

### Veränderte Öleigenschaften
Das Sojaöl hat einen hohen Anteil mehrfach ungesättigter Fettsäuren, die oxidationsempfindlich und somit für die Anwendung im Nährungsbereich eher ungeeignet sind. Das Öl der transgenen Sojasorte PlenishTM der Firma Pioneer Hi-Bred enthält weniger mehrfach ungesättigte Linol- und Linolensäure, aber mehr einfach ungesättigte Ölsäure. Dies führt zu einer längeren Haltbarkeit und erhöhten Hitzebeständigkeit des Öls, was beim Braten oder Frittieren den Anteil an als ungesund eingestuften trans-Fettsäuren reduziert.
Eine vergleichbare Sojabohne ist Vistive GoldTM von Monsanto. Beide Sojasorten sind transgen, da sie Genkonstrukte aus anderen Arten enthalten, um durch RNA-Interferenz die Aktivität bestimmter Gene des Fettstoffwechsels zu dämpfen. Sie sind in den USA und Kanada zum Anbau zugelassen, aber bisher von keinem kommerziellen Interesse.
Im Jahr 2016  hat die Firma Calyxt durch Genome Editing drei Gene des Fettstoffwechsels inaktiviert, so dass das Sojaöl mehr als 80 % Ölsäure und je weniger als 3 % Linolen- und Linolsäure enthalten. Da diese Genome-editierte Sojabohne keine Fremd-DNA enthält, wird sie in den USA nicht als GVO angesehen, so dass keine speziellen Sicherheitsforschungen notwendig sind. Im Frühjahr 2019 gab die Firma Calyxt bekannt, dass sie aus diesen Genom-editierten Sojabohnen das Sojabohnenöls Calyno als Lebensmittel auf dem US-Markt eingeführt hat, das eine qualitative verbesserte Zusammensetzung an Fettsäuren aufweist. Dies ist somit das erste Produkt aus Pflanzen, die durch Genome Editing erhalten wurden. Aus derselben Sojasorte wurde auch ein entsprechendes Mehl für die Viehzucht hergestellt.
In den USA und Kanada wurde 2011 eine gentechnisch veränderte Sojasorte von Monsanto zum kommerziellen Anbau zugelassen, die mehr Omega-3-Fettsäuren im Öl enthält. Diese transgene Sojasorte enthält sowohl ein Gene aus Primeln als auch aus dem Schimmelpilz Neurospora crassa, die zu einem veränderten Stoffwechsel der Fettsäuren führt, so dass etwa 20 bis 30 % der Totalfettsäuren aus Stearidonsäure besteht. Diese Omega-3-Fettsäure ist eine vierfach ungesättigte Fettsäure, die im menschlichen und tierischen Organismus in die hochwertigen Omega-3-Fettsäuren PUFA,  EPA und DHA umgewandelt werden, die unter anderem kardiovaskuläre Risiken senken. Da dies Omega-3-Fettsäuren vorwiegend in Fischen vorkommen, erhofft man, dass eine Produktion in Pflanzen die Überfischung vermeiden hilft.

## Weltweiter Anbau
2016 wurden weltweit 117 Millionen Hektar Sojabohnen angebaut, wobei auf 78 % dieser Fläche (91,4 Millionen Hektaren)  gentechnisch veränderte Sojabohnen wuchsen. Dies entspricht 50 % der Anbaufläche, auf der gentechnisch veränderten Pflanzen wachsen. Auf 68 Millionen Hektar wurden herbizidresistente Sojabohnen und auf 23,4 Millionen Hektar Sojabohnen, die sowohl herbzid- als auch insektenresistent sind, angebaut. Der Anbau transgener Sojabohnen beschränkte sich auf die folgenden 11 Länder:
| Rang | Land                                 | Fläche (106 ha) |
| ---- | ------------------------------------ | --------------- |
| 1    | Brasilien                            | 32,7            |
| 2    | USA                                  | 31,8            |
| 3    | Argentinien                          | 18,7            |
| 4    | Paraguay                             | 3,2             |
| 5    | Kanada                               | 2,1             |
| 6    | Uruguay                              | 1,2             |
| 7    | Bolivien                             | 1,2             |
|      | Südafrika, Mexiko, Chile, Costa Rica | 0,5             |

## Ökonomische Auswirkungen
In der Europäischen Union werden keine gentechnisch veränderten Sojabohnen angebaut. Es sind aber 19 verschiedene gentechnisch veränderte Sorten zum Import als Nahrungs- und Futtermittel zugelassen. So werden  jährlich 35 Millionen Tonnen genveränderte Sojabohnen und Sojarohstoffe vorwiegend aus den Vereinigten Staaten, Brasilien und Argentinien eingeführt.
Die Kultur von herbizidresistenter Soja hat es in Südamerika mehreren Farmern erlaubt, in einem Jahr direkt nach der Weizenernte Soja anzusäen, da mit Herbizidbehandlung kein Umpflügen nötig ist. Diese zusätzliche Ernte ist ein wesentlicher Faktor, der die Menge an produziertem Soja erhöht und auch den finanziellen Ertrag steigert.
Weltweit soll im Jahr 2015 der Anbau von herbizidtoleranten Sojabohnen einen Mehrertrag von 3,82 Milliarden USD ergeben haben. Diesem positiven Effekt gegenüber steht ein vermehrter Einsatz von Pestiziden. So wurde in Brasilien ein 3-facher Anstieg der verwendeten Herbizidmenge zwischen 2000 und 2012 beobachtet.